# سينيسترو توتال
سينيسترو توتال (بالإسبانية: Siniestro Total)‏ المعروفة في أصولها باسم ماري كروث سوريانو ومُوالفي البيانو الخاص بها، هي فرقة موسيقى بانك روك جاليكية في بيجو في جاليثيا بإسبانيا. شكلها كل من خوليان إيرنانديث، ألبرتو تورادو، ميجيل كوستاس وخيرمان كوبيني عام 1981. وعلى الرغم من مُرورها بتشكيلات مُختلفة، فلا تزال تضم كل من خوليان إيرنانديث، ميجيل كوستاس، خابيير سوتو، أوسكار أبيندانيو، أندريس كونا وخورخي بيلتران. تعرضت هذه الفرقة لحادث مأساوي في بداية تأسيسها أدى إلى الهلاك الكلي للسيارة، وعلى إثره قرروا اعتماد هذا الاسم لهذه الفرقة الموسيقية.